# Mohammed Madbuh
El general Mohammed Madbuh — en árabe: محمد المدبوح‎, Muḥammad al-Madbūḥ— (Aknoul, 1927 - Sjirat, 10 de julio de 1971) fue un militar de las Fuerzas Armadas Reales de Marruecos. Fue ministro de Correos, Telégrafos y Teléfonos (PTT) en el gobierno de Abdallah Ibrahim desde 1958 a 1960. Durante los sucesos de Sjirat de 1971, fue coorganizador junto al teniente coronel Mohammed Ababu, que estaba bajo su mando, del fallido golpe de Estado de Sjirat contra el rey Hasán II, llevado a cabo el 10 de julio de 1971.

## Biografía
Hijo de un caïd bereber de Aknoul que había luchado contra el rifeño Abd el-Krim bajo las tropas francesas del general Hubert Lyautey, recibió formación militar en el Cuerpo de Caballeros de élite denominado Cadre noir de Saumur, donde salió como subteniente. Enviado a Indochina, obtuvo galones de capitán.
De regreso a Marruecos en 1952, apoyó al rey Mohamed V durante la independencia de Marruecos en 1956 y se convirtió en gobernador de las provincias de Uarzazat y Rabat. Fue nombrado ministro de Correos, Telégrafos y Teléfonos (PTT) y después comandante en jefe de la Guardia Real Marroquí del rey Hasán II. En julio de 1963 se frustró una supuesta trama de la Unión Nacional de Fuerzas Populares para matar al rey en su propia cama. Se dijo que los golpistas habían obtenido planos detallados del palacio del general Madbuh, aunque este no estaba implicado. Fue nombrado jefe del Gabinete Real Militar en 1967. Amigo personal del monarca, a menudo se le veía a caballo con Hasán II, o jugaba al golf con el rey.
En abril de 1971 viajó a Estados Unidos oficialmente a causa de sus problemas cardiovasculares. Sin embargo, fue el encargado de preparar la visita que el rey de Marruecos habría de hacer a Washington del 22 al 27 de abril de ese año. Extraoficialmente tenía que llevar a cabo negociaciones sobre bases secretas estadounidenses en Marruecos, a cambio de pagar una renta directamente a las arcas reales. 
En California se reunió con el secretario de Estado de Asuntos exteriores William P. Rogers, amigo del presidente de la aerolínea Pan Am. El secretario de Estado quería mantener un caso que lo irritaba: la Panamerican quería comprar tierras de alto valor en Casablanca para construir un hotel de lujo, pero tenía que pagar a Omar Ben Messaoud, ex agregado al gabinete real que ha montado un gabinete de asuntos, una importante comisión a nombre de varios ministros y familiares de la familia real. 
De vuelta a Rabat, Madbuh habló de este chantaje a Hasán II, quien ordenó detener a Ben Messaoud, que reveló a la policía la corrupción de los principales ministros y miembros de la familia real. Madbuh y otros oficiales exigieron un juicio público para condenar a los corruptos, pero el rey respondió solo con un cambio parcial de gabinete que afectó a cuatro ministros implicados en el escándalo (Finanzas, Educación, Turismo e Industria) y Ben Messaoud fue liberado. A continuación, el general Mohammed Madbuh, decepcionado por la actuación del rey, planificaría un golpe de Estado.
El 10 de julio de 1971 Mohamed Medbouh fue uno de los organizadores del fallido golpe de Estado de Sjirat contra el rey Hasán II; según el historiador Michel Abitbol, su muerte se produjo durante el golpe "en circunstancias como mínimo misteriosas"; las versiones oficiales son contradictorias en este punto..